# Liste deutscher Verwaltungseinheiten 1945–1949
Dies ist eine Liste deutscher Verwaltungseinheiten aus der Zeit von 1945 bis 1949, also vom Zusammenbruch des Deutschen Reiches bis zur Gründung der Bundesrepublik Deutschland und der Deutschen Demokratischen Republik.

## Vorbemerkung
Die Liste ist nach heutigen Bundesländern geordnet; die einzelnen Verwaltungseinheiten sind den Bundesländern zugeordnet, in denen der Großteil ihres Gebietes lag, wobei also die genaue Grenzziehung abweichen kann. Bei größeren Überschneidungen ist ein Verweis angebracht.  Innerhalb eines heutigen Bundeslandes ist die Abfolge so weit wie möglich chronologisch.
Angegeben sind die jeweils höchsten Verwaltungseinheiten (Länder, Provinzen …), die zwischen 1945 und 1949 tatsächlich in irgendeiner Weise tätig waren, z. B. dadurch, dass ein Verwaltungschef für das betreffende Gebiet ernannt wurde. Insbesondere ist Preußen nicht aufgeführt, obwohl es formal erst mit Kontrollratsgesetz von 1947 aufgelöst worden ist, weil eine preußische Verwaltung ab 1945 in keiner Weise noch bestand.

## Baden-Württemberg
- Land Baden (Südbaden): gesamter Zeitraum (von der französischen Besatzungsmacht von Anfang an als Land behandelt)
- Hohenzollernsche Lande: bis Oktober 1945[1]
- Land Württemberg[2]: bis September 1945 (amerikanische Zone) bzw. Oktober 1945 (französische Zone)
- Land Württemberg-Baden: ab September 1945[3] (zuvor unter amerikanischer Besatzung in Nordbaden nur die Landesbezirkskommissariate Mannheim und Karlsruhe[4])
- Land Württemberg-Hohenzollern (französische Zone): ab Oktober 1945 Staatssekretariat für das französisch besetzte Gebiet Württembergs und Hohenzollerns, ab Mai 1947 verfassungsmäßig Land Württemberg-Hohenzollern

## Bayern
- Freistaat Bayern: gesamter Zeitraum

## Berlin
- Groß-Berlin: gesamter Zeitraum[5]
  - Ost-Berlin: ab Dezember 1948 – weiter unter der Bezeichnung Groß-Berlin – unter eigener Verwaltung (sog. Demokratischer Magistrat)
  - West-Berlin: ab Dezember 1948 – ebenfalls unter der Bezeichnung Groß-Berlin – Weiterführung  eines Magistrats und einer Stadtverordnetenversammlung, die jedoch am 5. Dezember 1948 nur in den Westsektoren gewählt werden konnte

## Brandenburg
- Provinz Brandenburg (ab Juli 1945 Provinz Mark Brandenburg): bis Februar 1947
- Land Brandenburg (bis Juni 1947 Land Mark Brandenburg): ab Februar 1947

## Bremen
- Freie Hansestadt Bremen: gesamter Zeitraum

## Hamburg
- Freie und Hansestadt Hamburg: gesamter Zeitraum

## Hessen
- Land Hessen (Gebiet des ehemaligen Volksstaats in der amerikanischen Zone)[6]: bis September 1945
- Provinz/Regierungsbezirk Kurhessen: bis September 1945
- Provinz/Regierungsbezirk Nassau: bis September 1945
- Land Groß-Hessen: ab September 1945 (ab Dezember 1946 unter dem Namen Hessen)

## Mecklenburg-Vorpommern
- Land Mecklenburg-Vorpommern (ab Januar 1947 Land Mecklenburg): ab Juli 1945

## Niedersachsen
- Land Braunschweig: bis Oktober 1946
- Provinz/Land Hannover: bis August 1946 Provinz[7], sodann bis Oktober 1946 Land
- Land Oldenburg: bis Oktober 1946
- Land Schaumburg-Lippe: bis Oktober 1946
- Land Niedersachsen: ab Oktober 1946

## Nordrhein-Westfalen
- Land Lippe: bis Januar 1947
- Rheinprovinz: bis Juni 1945
- Nord-Rheinprovinz bzw. Nordrhein: Juni 1945 – Oktober 1946
- Provinz Westfalen: bis Oktober 1946
- Land Nordrhein-Westfalen: ab August 1946 (im Januar 1947 erweitert um Lippe)

## Rheinland-Pfalz
- (Rheinprovinz, s. Nordrhein-Westfalen)
- Provinzialregierung Saar-Pfalz und Rheinhessen[8]: Mai – Juni 1945
- Oberregierungspräsidium Mittelrhein-Saar[8]: Juni – September 1945 (aber s. Saarland ab August 1945)
- Provinz Rheinland-Hessen-Nassau: September/Dezember 1945 – Mai 1947
- Oberpräsidium Hessen-Pfalz: September 1945 – Mai 1947 (ab Oktober 1946 durch Anschluss Rheinhessens an Rheinland-Hessen-Nassau[8] faktisch auf die Pfalz beschränkt)
- Land Rheinland-Pfalz: ab Mai 1947

## Saarland
- (Saar-Pfalz und Rheinhessen, s. Rheinland-Pfalz)
- (Oberregierungspräsidium Mittelrhein-Saar, s. Rheinland-Pfalz)
- Saarland: ab August 1945

## Sachsen
- Land Sachsen: gesamter Zeitraum

## Sachsen-Anhalt
- Provinz Sachsen (einschl. Anhalts[9], ab Oktober 1946 Sachsen-Anhalt genannt): Mai 1945 – Januar 1947
- Land Sachsen-Anhalt: ab Januar 1947

## Schleswig-Holstein
- Provinz/Land Schleswig-Holstein: bis August 1946 Provinz, danach Land

## Thüringen
- Land Thüringen[10]: gesamter Zeitraum